# 惑星のさみだれ
『惑星のさみだれ』（ほしのさみだれ）は、水上悟志による日本の青年漫画。作者にとっては以前同誌で連載されていた『散人左道』に続く2本目の長期連載作品であり、『ヤングキングアワーズ』（少年画報社）にて2005年6月号から2010年10月号にかけて連載された。

## あらすじ
雨宮夕日は、ある朝、言葉を喋るトカゲから世界を救う騎士の1人として選ばれたことを告げられる。最初は無関心な夕日だったが、敵である魔法使いが生み出した泥人形の襲撃を受ける。死を覚悟したその時、守るべき姫である主人公の朝日奈さみだれに救われ、さらに常人ならざるさみだれの気概に触れたことで彼女に忠誠を誓う。ここにひとつの主従が生まれ、この時から夕日の戦いが始まった。

## 登場人物
声の項は特記が無い限りテレビアニメ版の声優。

### 主人公
朝日奈 さみだれ（）
声 - 大空直美 / 水樹奈々（ドラマCD版）
本作の主人公。精霊アニマと契約を交わした騎士たちの守るべき姫にして、内心では愛する世界を永遠に自分の物にしたいがために自分がいる世界の破壊を望む魔王。普段は明るく闊達な性格だが、魔王としての威厳に溢れた冷酷な一面も持つ。夕日と会う夢の中では常に魔王としての表情が顔を覗かせている。
連載開始時点で15歳、作中で16歳の誕生日を迎えた。長く関西で暮らしており、関西弁で喋る。小柄ながら大食家で、大盛りラーメンを完食して達成の記念写真の張り紙が貼られている。家族からの愛称は「さみ」。夕日の暮らすアパートに隣接する一戸建て住宅で暮らしており、知り合った後はベランダ越しに夕日の部屋へ度々訪れている。
アニムスに単独で対抗し得る存在であり、殴る蹴るだけで初期の泥人形もまるで問題にしない。その後半月との特訓を続け、彼の死後にはその技の1つを修得することに成功した。 その力はあくまでアニマから供給されているものであり、アニマの力の残量によっては日常生活に支障を来すまで体力が落ちることもある。
幼いころから重い病を患っているが、 アニマとの契約で姫となったことで健常者と変わらない生活が出来ている。 父以外の家族は彼女が赤子だったころから長く海外で暮らしており、年に数回しか帰国しなかった。
作者はキャラクターデザインの雛型として、短編作品『がんばってちゃんとやめよーぜ』のヒロイン、がんばってちゃんの可能性を示唆している。他にも作者の他作品の登場人物と友人同士と言った裏設定があり、32話でその様子が描かれている。
アニマ
声 - M・A・O / 阿澄佳奈（ドラマCD版）
さみだれと契約を交わし、彼女を姫とした精霊（プリンセス）。その正体はアニムスの双子の妹であり、世界をかけた戦いの根幹を司る存在。基本的にはアニマが契約者の意識を乗っ取っているはずが、アニマの意識は眠っており、力はさみだれの自由意志で振われている。
アニムスとの戦いも佳境に入る中で唐突に目覚め、さみだれや騎士たちの前に姿を現す。不思議な衣装をまとった無表情な少女の姿で、マイペースで何を考えているかわからない。馬の騎士の従者ダンス＝ダークをユニコーンへと変貌させる前には、騎士たちを一方的に招集し、また一方的に解散させる。その振る舞いを知る従者達は彼女の目覚めを聞いた際に一様に溜息をついた。
カジキマグロの騎士秋谷は、アニマが夕日に何かしらの可能性を見出していることを示唆しており、実際に夕日と対面した時も彼に興味を示した。ただし、マイペースな態度は夕日に対しても変わらず彼の質問に対してもなかなか答えない。
実は32世紀の未来における朝日奈氷雨と東雲半月の子孫であるが、変わってしまった作中の歴史においてはもう生まれることはない。
雨宮 夕日（）
声 - 榎木淳弥、本渡楓（幼少期） / 柿原徹也（ドラマCD版）
普通の大学生として平凡な日々を送っていたが、ある朝目の前にいたノイによって指輪の騎士の一角であるトカゲの騎士に選ばれる。頭の回転が速く、無愛想で冷淡な性格の合理主義者だが、内心の弱さを隠す壁でもある。スケベな一面もたびたび見せる。異常に酒に強く、初めて飲酒した際には一緒に飲んだ氷雨からざると評されていた。カナヅチ。好物はラーメンで、近所のラーメン屋「界王軒」に週一で通っている。
幼いころ家族に不幸があり、それを原因として祖父から虐待を受けていた。そのため、重度の人間不信に陥っており、全ての物事に対し無関心な日々を送っていたが、さみだれとの出会いによって強く感化され、彼女に自身の全てを捧げることを誓う。騎士となって以降、さみだれやノイと接し、東雲半月との出会いと離別、さみだれの家庭の事情に関わる等の様々な経験を経て性格も少しずつ変化していき、祖父とも和解の道を歩む。
泥人形との戦いで半月が自らをかばい死亡したことが元のトラウマと重なってPTSDとなり、一時的に泥人形と戦えなくなった。だがそれを克服し、同時に半月の交わしていた騎士の契約によって半月の古武術の技が自らに託されていたことを知る。自身の身体能力や経験・感覚が伴っていないため、純粋な戦闘能力では三日月やさみだれにはおよばなかったが、三日月に敗北したことをきっかけに足りないものを見出し、日々の訓練で成長を続ける。
掌握領域は「掌握空域 天の庭（バビロン）」。薄く伸ばしたドーム状の掌握領域を広げることにより、相手の動きを阻害し、かつ自分の動きの補助をさせるというものである。本人はこれを「考えることをやめては使えない力」と称している。この技は夢の世界における生前の東雲半月との戦闘の際に披露したもので、それまでは長らく掌握領域に名称をつけておらず、念動力としての使い方以外は見せていなかった。対人専用に特化した能力であり、幻獣の騎士となった南雲と白道を手玉にとるほど。反面、単純に圧倒的な力を持つ存在には効果が薄いらしく、騎士団への反逆時にはまっさきに風巻を落としており、さみだれ相手にも防戦一方であった。
初期から主に行っていた掌握領域の運用は、領域を足場代わりにし、跳躍したり、落下時に減速したりするというもの。念動力であるため夕日以外の人間にも作用し、夕日を追って崖から飛び降りた泥人形の姿勢を崩したり、さみだれの足元に領域を作って撃ち出したりもしている。また、風巻の泥人形との模擬戦において領域を変形させ、半月の方天戟と同型の掌握領域を放ったが、威力は半月のものには劣っている。
10年後となる最終話では父の後を継ぎ刑事となっていた。アニムスとの最終決戦の際には、当時の夕日がブルースドライブモンスター深部でこの時の夕日と出会っている。
作者はキャラクターデザインの雛型として、自身の短編作品『がんばってちゃんとやめよーぜ』の主人公、水島の可能性を示唆している。
ノイ＝クレザント
声 - 津田健次郎 / 西村朋紘（ドラマCD版）
トカゲの姿をした夕日の従者であり友人。騎士道精神を重んじ、正義感が強い生真面目で実直な性格。夕日の冷酷な部分を知る唯一の存在であり、夕日とは度々衝突しながらも次第に理解を深め、パートナーとして絆を育んでいく。夕日が精神的に追い込まれる局面で彼を救い、また己の無力さを嘆いた時には逆に夕日に救われた。
日常生活においてはTV番組や映画などを人並みに楽しむなどコミカルな一面も見せている。また夕日が気にしているポイントを的確に突くのが上手いのか、度々逆さ吊りにされることもあった。姫でありながら魔王としての側面を持つさみだれと、それを強く信奉する夕日達のことを苦々しく思っており、何とか止めようとしている。
最終決戦にて夕日の願いに応え、黒竜（インビジブル）の姿となった。
度々読者に対して状況の説明をしたり、内容と掲載時期のズレにツッコミを入れたりとメタフィクション的行動を取る。その度に夕日に「何言ってんだ」と突っ込まれるという、作者の心情代弁を担う役でもある。

### 指輪の騎士
東雲 半月 （しののめ はんげつ）
声 - 岩瀬周平
犬の騎士。つかみ所のない飄々とした青年。28歳。何でも屋を営んでいる。家伝と推測される古武術「古雲流」の達人で、暴力団を1人で壊滅させるなどしたことから裏社会では「風神」と呼ばれ恐れられている。加えて犬の騎士はノイ曰く獣の騎士12人の中で最強の掌握領域を持ち、本来なら騎士数人がかりで立ち向かうとされる泥人形を1人で一方的に破壊し、姫として絶大な力を持つさみだれも軽々とあしらった。
幼いころの出来事がきっかけで独自の正義論を持ち、最も身近な大人として夕日やさみだれに大きな影響を与えた。氷雨に対して一目惚れし、積極的にアプローチをしていた。
五体目の泥人形との戦闘中に夕日をかばって攻撃を受け死亡。死の間際に契約の報酬によって自らの技を夕日へと譲り渡した。
掌握領域は槍のような力場を敵に打ち込む「方天戟」。
後にアニマの試練として夕日の前に現れた。本人の時系列は泥人形との戦闘で死亡する前のものであり、作中の初期にその際のことを「夢」として夕日に語っている。
ルド＝シュバリエ
声 - 石毛翔弥
犬の姿をした東雲半月の従者。自称武士で一人称は拙者。皮肉屋で夕日とは相性が悪い。半月は幼いころに飼っていた犬の名である「ノコ」と呼んでいるが本人は嫌がっている。前回の戦いについて最後まで記憶しており、夕日が半月を超えたときにはそれを教えると約束したが、半月が死亡したために教えることなく消滅する。消滅の際には「ふくろうに気を付けろ」という言葉を残した。

東雲 三日月 （しののめ みかづき）
声 - 佐藤元 / 白石稔（ドラマCD版）
カラスの騎士。半月の弟で兄同様に戦闘に長けるが、古雲流の使い手ではなく戦い方は我流。普段は集団の中心にいる社交的な性格だが、内面は異常なほどの戦闘狂で強者と闘うためには手段を選ばず、暴走族を単独で壊滅させたこともあって「闘鬼」とも呼ばれており、兄共々警察にも名前を知られている。戦闘狂という点を除けば明るいムードメーカーで良くも悪くも裏表の無い性格であり、面倒見のいい一面もある。
夕日と同じ大学に在籍しており彼の助言担当教員が氷雨だが、彼女のことをちゃん付けで呼ぶので本人からは怒られている。
強大だった兄の背を追い続けており兄の想いを受け継いだ夕日に執着するが、自分を一撃で吹き飛ばしたさみだれに一目惚れしたことで一時休戦としている。しかし、夕日が半月の技を継承したと知ると強引に戦いを仕掛け圧勝し、その時点での夕日の力の歪さを指摘した。
南雲と初めて私闘をした際には掌握領域の使い方すら知らなかったが、その後1週間の山籠もりを経て多数の掌握領域を相手の周囲に張り巡らせ、それを足場にして三次元的な攻撃を行う「掌握結界 封天陣」を身に付けた。その際に夕日が泥人形戦で負った傷と左右対称の額の右に傷を負っている。
後に夕日が風巻の泥人形との模擬戦で使用した方天戟を見て兄の技だと気付き、封天陣全てを槍状にして撃ち下ろす作中初の広範囲攻撃「戟軍・封天陣」を編み出した。ただし体力の消耗が激しく、1度の戦闘で1回しか使用できない。
対人戦では夕日や南雲を破ったほどの実力を持つが、戦闘狂な性格による独断専行が原因で泥人形との実戦経験は八つ目が最初。風巻の能力で作った泥人形相手の模擬戦には嬉々として参加している。
契約の願いを、インドを放浪中の際に、道端で踊っていた少女にパンをあげることに使った。
10年後となる最終話では半月のバイトである「裏警備会社」の後を引き継いでおり、何かと昴と行動することが多いが付き合っているかはよくわからないらしい。
ムー
声 - 田中敦子
カラスの姿をした三日月の従者。非常に無口で三日月も最後に会話したのは願い事を叶えた時。パンを出して欲しいという三日月の願い事を簡単に了承したことをリーに「イカれている」と言われる。夕日と三日月の最終決戦の際には「神鳥（フレスベルク）」の姿になった。三日月との別れの際に発した声は女性の物であった。

南雲 宗一朗 （なぐも そういちろう）
声 -  稲田徹（ドラマCD版・テレビアニメ版）
馬の騎士。生存している騎士の中では最年長の42歳。集結した騎士たちのリーダー的存在で泥人形との戦闘ではさみだれも含めた他の面々に迅速な指示を出す。責任感が強く生真面目で、仲間たちに戦う者としての覚悟を促す一方で、まだ若い子供である昴、雪待、太陽たちを戦場に出すことにためらいがあり、戦場においては身命を賭して守り通す覚悟でいる。
元刑事であり、正義に対して強いこだわりを持っている。かねてから警察という組織に思うところがあり、騎士として契約を交わしたことを契機に辞職した。コネがあるのか辞職後も裏社会に通じている様子。
戦闘においては多様な足技を使う。百烈脚という目にも留まらぬ連続蹴りを必殺技としている（実際は60が精々らしい。但し若いころは名前通りの百烈脚だった）。掌握領域は平面状の力場で相手を拘束する「傾天平面（たかまがはら）」。平らな正方形の領域で、他の騎士と領域を重ねることを想定したものでもある。
アニマの手でダンスが霊馬（ユニコーン）となったことで彼の力も大きく強化され、領域の形も正方形から帯状に変化し、八つ目の泥人形と短時間ではあるが互角に渡り合う程パワーアップした。その際の技名は「ドリルキック仮」。後に「仮」が取れ、「ドリルキック」と叫ぶようになる。
妻と宗二という名前の息子がいるが別居中。警察を辞職して以降無職だが、喫茶店ではさみだれらの分まで代金を払い、獣の騎士団の合宿時の費用をほぼ負担するなどしており、どこから金を出しているのか他の人物から疑問に思われていた。パチンコ店から出てくるところや、漫画喫茶らしき場所にいる姿が描かれている。夕日らと喫茶店に入った時はパフェを頼み、アニマに突然呼び出された時はソフトクリームを舐めているなど、甘党でもある。
10年後となる最終話では昴を助手として探偵事務所を経営しており、10年前に願い事で宝くじを当てていたことが明らかになった。
ダンス＝ダーク
声 - 熊谷健太郎 / 喜山茂雄（ドラマCD版）
馬の姿をした宗一朗の従者。実直だが朴訥としてどこかとぼけた性格。男は乗せない主義で、それを知らずに乗ろうとした南雲を振り落として腰を負傷させた（南雲はその負傷により寝込んでいる間に辞職を決意）。
アニマによって、幻獣「霊馬（ユニコーン）」となった。能力が強化された以外は体の色が変わって角が生えただけで、その他の変化は無い。

白道 八宵 （はくどう やよい）
声 - 洲崎綾 / 桑島法子（ドラマCD版）
ヘビの騎士。おっとりした容貌と雰囲気を持つ巨乳美人。普段は温和だが、独特の価値観･生死観を持っており、非常時に瀕しては冷淡とも取れる判断を下す。いわゆる「怒らせると怖い性格」で、とある出来事以来三日月からは「姐さん」と呼ばれている。契約の報酬に、「家族が死ぬ時は笑って死ねるように」と願う。
学生時代から神余に剣術を習っており、戦闘では木刀を使う。掌握領域は武器に纏わせる紐状の「炎状刃（フランベルジュ）」。武器そのものの攻撃力を高める他、弾かれた武器を手元に引き戻すこともできる。単独での攻撃力は泥人形の表面に軽い切り傷を付ける程度が限界だが、南雲と領域を重ねる多重領域「炎の魔剣（フレイムタン）」（南雲命名）で七つ目の泥人形の片腕を切り落としている。
初めて泥人形と戦った際に助けられたことをきっかけに夕日に惹かれていくが、彼とさみだれの会話を偶然耳にし、彼らの真の目的が地球の破壊である事を知る。しかし仲間にはそのことを話さず、のちに夕日本人に対してのみ明かした。
「黒竜（インビジブル）」になる権利を賭けた夕日との勝負に勝利して2人目の幻獣の騎士となり、数本の長く太いひも状の掌握領域を操る「万首大蛇（よろずくびおろち）」を使えるようになった。
オタクであり、コスプレを趣味としている。他人には秘密にしており、普段は自室で自分を撮影して楽しんでいたが、アニマに強制的に招集された際に皆の前でコスプレ姿を晒すこととなる。
10年後となる最終話では風巻と夫婦になっており、アニマを驚愕させた。のほほんとした雰囲気に拍車がかかっている。
シア＝ムーン
声 - 氷青
蛇の姿をした白道の従者。飄々とした軽い性格だが、八宵との初対面時に彼女の生死観に驚いたり、さみだれが七つ目の泥人形を吹っ飛ばした際には大口を開けて呆気にとられるなど、どちらかというと常識的。八宵のことを「やーこ」、夕日のことを「あまみー」と呼ぶ等、他人を独特の呼び名で呼ぶ。
幻獣「黒竜（インビジブル）」となった際には、全体的に巨大化して、小さい手足が生え、背には毛、頭部には2本の角らしき物が生えるなど文字通り竜の姿になった。ほとんど一人称を出さないが、「俺」であるため、男性人格であると思われる。

風巻 豹 （しまき ひょう）
声 - 松岡禎丞
黒猫の騎士。シャープな印象の名前とは裏腹に大柄な肥満体型、温和な性格で常に泰然としている男性。旅行が趣味。大食漢でさみだれと共に大盛りラーメンを完食して賞金を獲得し、さみだれ同様挑戦不可になっている。夕日たちの住む町に隣接する市にある大学に勤めて心理学の研究をしており、氷雨とは古い友人でもある。
深い知識欲を持っており、騎士の契約の際にはアカシックレコードの掌握を願ったが叶わなかった。夢を通じてアニムスと交流を持っており、アニムスやクーからは魔法使いに最も近い人間と言われている。アニムスから全知を求める仲間となる誘いを受けたが、知識は人類を幸せにする手段であって目的ではないという信念から拒絶した。また、夢でアニムスを攻撃した際に彼を守る茜太陽と対峙し、太陽がアニムスの側に付いていることを知るが、何らかの思惑の元に黙殺している。
アカシックレコードの掌握を却下された代わりとして、掌握領域の特殊強化を願い、大地から泥人形を生み出す「創造領域 地母神（キュベレイ）」を得る。作り出した泥人形にはドイツ語の曜日や季節等、時間をイメージした命名をする。通常の掌握領域も使用できるが、地母神と領域の併用が出来るかは不明。
10年後となる最終話では白道と夫婦になっており、アニマを驚愕させた。
クー＝リッター
声 - 掛川渚
黒猫の姿をした風巻の従者。物腰丁寧で「なの」と言う語尾が特徴的。人格は女性であるらしく、作者がHPに擬人化絵を載せるなどしていた。

星川 昴 （ほしかわ すばる）
声 - 吉武千颯
鶏の騎士。中学1年生で雪待、太陽らと同じ「年少組」。凛々しい外見のはきはきとした礼儀正しい少女で、雪待とは幼馴染。
三日月を介して夕日たちと合流する前は雪待、カジキマグロの騎士秋谷稲近と行動を共にし、泥人形を1体倒している。恩師である稲近の復讐に燃えており、強者を求めてアニムスを探す三日月と行動を共にするうち、彼を意識するそぶりを見せる。
態度や外見は闊達としているが運動は苦手で気が弱く、幼いころは雪待によく守ってもらっていた。一方で思慮深く、冷静に状況を見極めることができる。雪待と共に、稲近の矛盾の話を基にした最強の矛と盾を持つ「最強の戦士」の話を聞かされ、矛と盾が1つの物であれば矛盾はせず、どんな時も2人で力を合わせるように教えられている。
掌握領域は雪待と2人で形成する「無敵の盾」と「最強の矛」。「無敵の盾」は泥人形の攻撃を防ぎ、その盾を相手にぶつけるのが「最強の矛」。獣の騎士で最強の威力を持つ犬の騎士である半月の「方天戟」でも一撃では泥人形の体表を削り取る程度だったが、「最強の矛」は稲近の攻撃でダメージを負っていたとはいえ泥人形を一撃で粉砕する程の威力がある。ただし、発動までに3秒から4秒の時間がかかる。
契約の報酬に、「雪待が幸せになりますように」と願う。
10年後となる最終話では南雲の探偵事務所で助手として働いている。
リー＝ソレイユ
声 - 岩田光央
鶏の姿をした昴の従者。非常に短気で、失礼かつ乱暴な口を利くためよく昴にたしなめられている。昴のことを非常に大事に思っているらしく、よく「嫁にはやらん」と口にする。

月代 雪待 （つきしろ ゆきまち）
声 - 後本萌葉
亀の騎士。中学1年生で昴、茜らと同じ「年少組」。マイペースでおっとりしている糸目の少女で、昴とは幼馴染。
合流前は昴、カジキマグロの騎士秋谷稲近と行動を共にし、泥人形を1体倒している。
ゆったりとした物腰だが幼いころは気が強く、昴に意地悪して泣かせることもあった。また小学校3年のころから稲近に空手を教わっており、上級生の男子を泣かせたり運動が苦手で気が弱い昴を守っていたりしていた勇敢な少女。現在も1人で空手の稽古を続けている。
自分にはない昴の思慮深さを深く信頼しており、泥人形に襲われ、稲近が倒れた局面でもうろたえる昴を叱咤し、判断をゆだねている。
九つ目の泥人形との戦闘中に太陽が「因果乱流（パンドラ）」を使用する所を目撃したが、風巻にそれとなく口止めされた。
掌握領域は昴と2人で形成する「無敵の盾」と「最強の矛」。
契約の報酬に、「昴が幸せになりますように」と願う。
10年後となる最終話では中学教師になっており、太陽と付き合っているらしい。
ロン＝ユエ
声 - 森功至
亀の姿をした雪待の従者。老齢らしく落ち着いてのんびりした性格。戦闘中は右に左に振られて状況を把握出来ていないらしい。

日下部 太朗 （くさかべ たろう）
声 - 土岐隼一、集貝はな（幼い太朗）
ネズミの騎士。高校生。花子とは幼馴染で家も隣同士、部屋も向かい合っており窓から屋根づたいに行き来できる。
強気な振る舞いをしているが根は小心者。しかし芯は強く、まっすぐな勇気を持っている。料理人を目指しており、料理の腕は中々のもの。花子に想いを寄せているが、当の花子は気づいている素振りを見せない。
自転車に花子と2人乗りしていた際に夕日らと偶然遭遇し、合流する。最初は騎士として戦うことを渋っていたが、花子が願いの代償として生存率が下がったことを知り、彼女を守るために戦うことを決意した。九つ目の泥人形との戦闘中に花子を庇おうとして、花子もろとも体を貫かれて死亡。死に際に花子へ自分の想いを告げた。騎士の契約の願いは「花子が致命傷を負った際に回復させること」で、結果的に庇いきれなかった上、そもそも太朗が庇わずとも花子は助かったため、花子の従者であるキルには「無駄死に」と言われたが、太朗という大事な存在の死によって彼女が背負っていた業が贖われたことが示唆されている。
騎士団のメンバー達からはその素直で闊達な性格を愛されており、九体目の泥人形との再戦には全員が喪服、喪章を身につけて臨み、勝利した後は夕日や南雲、三日月までが周囲を憚らず涙を流した。
掌握領域は精密作業に特化しており、手にした野菜を細かく切り刻んで見せた。後に、夕日のアドバイスから空気を細かくかき乱して高温を発生させ、燃料（油など）を着火・爆発させる「荒神（あらがみ）」として完成させた。
なお彼は他の騎士と異なり、副題「騎士 ○○○○」（○には名前が入る）回の表紙で騎士の姿を見せるパターンではなく、単行本中扉の副題「勇者」でその姿を披露するという異なる演出が取られている（この絵は花子の扉絵と繋がっており、太郎が差し出した剣を花子が受け取る形になっている）。
ランス＝リュミエール
声 - 山本和臣
ネズミの姿をした太郎の従者。威勢のいい性格だが小心者。キルのことは嫌いだと言っているが「古典的ラブコメ」について語り合い、太朗が死んで自らも消える間際には絶対に死なないように言うなど、根の部分では繋がっていた様子がある。

宙野 花子 （そらの はなこ）
声 - 廣瀬千夏
カマキリの騎士。三つ編みに眼鏡。成績優秀な高校生で太朗とは幼馴染。カナヅチ。
常に穏やかな微笑を湛えているが、喜怒哀楽の感情が希薄で生への執着も薄くなっており、戦闘でも危うい一面を見せていたが、徐々に感情が戻りつつあった。九つ目の泥人形との戦闘において致命傷を負うが、太朗の騎士の契約の願いにより死を免れる。
騎士の契約の報酬として、ニュースで偶然見た連続強盗殺人犯の死を願ったため、業を背負い死亡率が高まるというペナルティを課せられていた。
掌握領域は分子の運動を抑制させ、水を瞬時に凍らせる極低温を発生させることができる。本人は適当に「よく冷え〜る」と名付け、周囲から突っ込まれたが、太朗の死後、戦う意思を新たにした際に能力名を「勇者の剣（クサカベ）」と名付ける。11体目の泥人形との決戦時には、同じ温度操作能力として太朗の「荒神」を披露している。
太朗の死後から料理の道を志し始めており、10年後となる最終話では自宅で食堂を経営している。
キル＝ゾンネ
声 - 青木瑠璃子
カマキリの姿をした花子の従者。契約の報酬で他人の死を願えば死亡率が高まることを、偶然か故意かは不明ながら花子に伝えなかった。「自分が付くのは最も勇気がある者」と話すが、ランスには「勇気ではなく思考放棄の捨て鉢」と責められた。
表面上は非常に冷酷で薄情な性格のように見えるが、太郎の仇を討とうとする花子をランスの最後の言葉を思い出しながら鼓舞するなど、感情的な一面も持つ。

茜 太陽 （あかね たいよう）
声 - 田村睦心
フクロウの騎士。12歳で雪待、昴らと同じ「年少組」。中性的な容姿の少年で、普段は年齢に似合わず落ち着いた振る舞いをしているが、感情的な面もある。ノイは初対面時に夕日と似ているとの感想を持った。カナヅチ。
アニムスの側に付いて彼を守護しており、アニムスは「神（ぼく）の騎士」と呼んでいたが、彼自身はアニムスを嫌悪している態度を隠さない。二人と夢で対峙した風巻はその事実を早い段階から知ったが、彼はそのことを他人には喋らず、太陽には「宿題は自分でやる物」という助言をしている。アニムスと風巻をまとめて「化け物ども」と悪態をつく一方で、風巻の真意を測りかねている。アニマにより騎士達が招集された際には白道の露出度の高いコスプレに対して赤面して目を逸らすなど、年齢相応な部分も見受けられる。
実母とは死別しており、父はあまり家に帰らず継母とは折り合いが悪い。2人とも再婚後に生まれた弟にかかりっきりで、父が帰宅するたびに半ば追い出されるような形で小遣いを貰って外食してくるよう言われるなど、家庭環境に恵まれていない点でノイの感想通り夕日と共通している。外食を繰り返す割に好きな食べ物はなかったが、南雲に誘われて一緒に界王軒のラーメンを食べてからは、足しげく通っている。
10体目の泥人形の本体と、未完成ながら方天戟を使い単独で戦って勝利し、戦闘後にアニマの手でロキが神鳥（フレスベルク）となり幻獣の騎士となった。
掌握領域は混沌領域「因果乱流（パンドラ）」。時間をかき乱す能力で、誕生から間もないものなら簡単に破壊できるが、ある程度時間が経ってしまったものには効かない。ピュアノプシオン戦において傷の治療も行えることが判明した。他の騎士たちと同様の掌握領域も別に使える。
幻獣の騎士となってからは、能力を制御しおとなしくさせることで、スタミナ回復や衣服の復元などを広範囲で行える「時空静流」という混沌領域を使うようになる。これにより騎士達は体力を必要とする大技の連発も可能となったが、意識の疲労までは回復できないため使用するほどに太陽に疲労が蓄積していく。
本来太陽の時空系能力はアニムスが自身の能力を貸し与えていたものだったが、アニムスとの最終決戦で能力の返還を迫られた際、騎士の契約の願いを使用してそれを拒否した。それとともに能力も強化され、スタミナだけでなくダメージも回復させる「時空清流」を使えるようになる。
10年後となる最終話では大学に通いながら花子の食堂でバイトをしている。一度受験を失敗して一浪してからネジが飛んだように明るくなり、メガネをかけてアロハシャツを着るようになった（夕日とさみだれの最終決戦の際、意識が混濁した状態でなぜか「アロハ」と発言している）。なおメガネをかけると見た目は10年前の夕日にそっくりである（夕日は否定している）。
「惑星のさみだれ」完結記念小冊子に収録された「太陽と世界」では主役を務めている。アニムスとの決戦の後、弟を通し義母とは良好な関係を築いていたが、実父との関係は修復できなかった。大学受験の失敗を期に初めて腹を割って話し合った結果、父の弱さを許すが家を出ていくことを選ぶ。
ロキ＝ヘリオス
声 - 村治学
フクロウの姿をした太陽の従者で、老人のような話し方をし、落ち着いた雰囲気を持つ。騎士の側として勝てない戦いを続けることに飽きたと話し、茜に裏切りを唆した。しかし、真意は何よりも自らがついた騎士を死なせたくないと思っており、そのためには勝てる側に付いた方が良いという考えからの行動である。幻獣「神鳥（フレスベルク）」となった際は体も全体的に大きくなった。

秋谷 稲近 （あきたに いなちか）
声 - 山路和弘、石谷春貴（青年）
カジキマグロの騎士。夕日たちと合流する前の雪待、昴と行動を共にし、2人から「師匠」と呼ばれ慕われていた。2人と共に泥人形1体を倒したが、引き換えに命を落とす。名前はローマ字にすると回文になっており、夕日は偽名であると推測した。
500年間を生き続けた超能力者で、5歳のときに大地震（明応地震）による津波に攫われ、生還した際に神通力に目覚める。その噂を聞いてやってきた仙人の弟子となって修行をするなかで、ある時アカシックレコードとコンタクトし、全知者となる。彼はその半生において多くの者に多くの知識を授けながら、自分の全知がおよばないさまざまな経験を得ていく。その後、人生の終盤に向かうに連れて徐々にその能力は弱まり、現代においてはわずかな未来視と念動力のみしか行使できなくなっていた。本人は生涯最後の弟子である昴と雪待に力が流れていたためと考えたが、詳細は不明。
己がビスケットハンマーを巡る戦いで命を落とすことも500年前から知っており、命日の前日に夕日への手紙と自らの半生を綴った本を書き残す。アニマについても何らかの情報を持っていたらしく、手紙にはアニマが夕日に何らかの可能性を見出していることを示唆している。最期の日が近づくにつれ、全知の記憶を持ちながら死を恐れる自分を知る。死の間際、「どのような超絶的な力を持とうと人としての心がある限り、自分を含めた騎士たちも魔法使いも同じ人間である」という言葉を昴と雪待に託し、2人によってその言葉はアニムスへと伝えられた。
雪待と昴を幼少のころから最後の弟子としてさまざまなことを教え、彼女らに最期を見取られるのも知っていた。
掌握領域かどうかは不明だが、重傷を負った身で最後の力を振り絞り、雷を落とす「天沼矛（アマノヌボコ）」という技で泥人形にダメージを負わせた。契約の報酬の願いは必要ないとし、そのまま死亡する。
最終決戦の終了後、死ぬ直前のアニムスの台詞（「次は全てを知る者になりたい」「500年は要る」）で、秋谷はアニムスが転生した人間だったことが示唆された。
ザン＝アマル
声 - 住谷哲栄
カジキマグロの姿をした稲近の従者。宙に浮かんだ巨大なカジキマグロで、インパクトのある容姿は稲近をも驚かせたが、その威容の割に気弱で良識的な性格。「存在自体が出オチ」とは稲近の弁。
出会って早々に稲近から自身が1ヶ月も経たない内に死ぬことを聞かされ、凹んでいた。
泥人形の攻撃から昴と雪待をかばって致命傷を負い、自らの役目は終えたとする稲近を叱咤し、尽きかけている命をもって最後の教えを子供達に施すよう促した。

### 敵側
アニムス
声 - 橘龍丸、上田瞳（幼いアニムス）
世界を滅ぼすといわれる絶大な力を持った魔法使い。騎士の戦いは彼を倒すことで終了するとされる。常にパジャマのような姿で、外見は脱力して飄々とした冴えない男性だが、圧倒的な力を持っている。惑星のみならず、時空間をも容易に砕く程の超能力者。初登場時は、7体目ヘカトンバイオンの口の中から現れた。
正体は本人曰く未来から過去へと遡り原初まで収束する先進波であり、宇宙を創造した神という名の超能力者と対になる破壊神。ビスケットハンマーは原初に遡るための手段であり、幼少期に地球の感触を確かめるために初めてビスケットハンマーを発動した際、地球を破壊すると時空を遡れることを知った。それ以降は全ての始まりを知るために知識欲に従って地球の破壊を繰り返している。
アニマは彼自身の妹であり、アニマは彼の破壊を止めるために姫と騎士達というゲームと駒を作っていると述べた。夕日はその言動から、ゲームのルールという制約を成り立たせることで、アニマがアニムスとハンマーを抑止していると推測した。

### その他
朝日奈 氷雨（あさひな ひさめ）
声 - 田所あずさ
夕日の通う大学の助教授で、さみだれの姉。夕日からシスコンと言われるほど妹を溺愛している。三日月の助言担当教員でもある。
母に付いてフランスに留学し27歳で博士号を取得。帰国後は大学（夕日、三日月、火渡が在学）の助教授についた才媛だが、それを感じさせないフランクな性格の持ち主。大学でも人気があるが、繊細な一面もある。アニムスとの戦いなどについては何も知らない一般人だが、夢で目覚める前のアニマと交流があり、アニマが目覚めてからも戦いとは無関係でありながらアニマの存在を認識できる。
さみだれに対する溺愛ぶりとは裏腹に、過去に起因する彼女と母との関係にひそかな悩みを抱えている。また、医学者として渡航した母と違い日本に残るという選択肢もありながら留学したため、自身もさみだれに姉として認められているかという悩みを抱えている。
半月に一目惚れされ交流を持つ中で次第に意気投合し、親密な間柄となるがその矢先に半月は死亡し、夕日に半月のことを好きだったのかも知れないと話し号泣。以降、半月に代わって大人の手本を見せることを誓うと共に、夕日とは折に触れて故人の思い出を共有することになる。
朝日奈 時雨
声 - 西凜太朗
氷雨とさみだれの父。重病に冒されていたさみだれを救うために研究員であった妻の晴子と娘の氷雨がフランスに渡った後、男手一つでさみだれを育てた。元々は奔放な性格で、さみだれがアニマとの契約によって健康を取り戻し、氷雨が帰国した後は1年の殆どを家で過ごさず、気ままに帰ってくるようになる。
仕事は小説家で、ペンネームは「蝉時雨」。夕日が彼の作品のファンである。
作者の別作品「散人左道」の主人公フブキと交流があることが仄めかされている。
朝日奈 晴子
声 - 平松晶子
氷雨とさみだれの母。博士号も持っている優秀な医学者で、さみだれの病気の治療法を研究するためにフランスに在住している。溌剌とした女性。
さみだれが幼少のころに研究のため彼女の傍を離れており、さみだれには複雑な感情を持たれていたが、夕日のさみだれに対する後押しもあり和解。
仕事から帰宅した際には立ったまま寝ておりそのまま歩くという特技なのか夢遊病なのかよく判らない行動をする。
火渡（ひわたり）
声 - 寺島美優
夕日と同じ大学に在籍する少女。フルネームは不明。オカルト好きで、超能力者のお嫁さんになることが夢。掌握領域を使う夕日を偶然目撃し、以降何とか夕日の心を射止めようと奮闘している。趣味嗜好を除外しても、どこかずれた感性の持ち主。
火渡の姉
南雲の刑事時代の部下。フルネームは不明。夕日の同級生である火渡の姉。未来視という超能力を持つ。
ショタコンで、南雲の持ち歩く息子の写真を無断で抜き取ってコピーするなどしていた。しかし正義感は強く、子供が被害を受ける犯罪に対して強い怒りを覚えている。
10年後となる最終話では夕日の上司となっている。
夕日の祖父
声 - 中博史
本名は不明。刑事だった夕日の父が銃の密売に関わっていた同僚に殺され、その葬儀の最中に母も失踪したことから人間に絶望する。それから夕日が大学に進学するまでの10年間、人に関わるなと言い聞かせ続け、言いつけを破れば鎖で縛り、物置に閉じ込めるという虐待を繰り返していた。その鎖のイメージは、夕日のトラウマとして何度か登場する。
現在は病を患っており、もう長くない状態にある。夕日が大学に進学し、祖父の家を離れたのと入れ替わりに小石達と暮らすことになるが、その生活の中で本来持っていた優しさを取り戻しており、見舞いにきた夕日に謝罪した。
その後、夕日が祖父の病気の治癒を願い、病からは回復したと思われるが、程なくして交通事故によって死亡してしまう。後に夕日の夢の世界に、夕日の父とともに登場する。
小石（こいし）
声 - 三谷綾子
夕日の従妹。フルネームは不明。夕日が大学に進学し、祖父の家を離れたのと入れ替わりに家族とともに祖父の家で暮らす。純粋な明るさと優しさは、重度の人間不信に陥り、孫の夕日にもそうあるように強要し続けたはずの祖父をも変えてしまった。
神余（かなまり）
ホームレス。フルネームは不明。剣術の達人で、白道に請われて剣の指南を請け負っている。様々な方面の仕事に手を出したが本人曰く「剣術以外どれも才能がなかった」と、すべてに諦観した風に過ごしているが、別れた妻や病気の娘の存在に頭を悩ませる一面もある。
戦いとは無関係の一般人ながら、ビスケットハンマーの存在に気付いている様子が見られる。南雲とは古い知人であり、彼に頼まれてマークII手榴弾を仕入れてくるなど、その素性や人脈に謎の多い人物である。
太陽の父
声 - 喜多田悠
仕事の関係であまり家に帰らず、帰ってきた時も太陽に金だけ渡して家から追い払うように扱っていた。
「太陽と世界」にて、太陽の受験失敗を機に、先妻に似た息子とどう接していいかわからず責められているような被害妄想を感じていたことを告白し、太陽とはしばらく距離を置くこととなった。
太陽の母
父の再婚相手であり、太陽とは折り合いが悪い。だが真が太陽に懐いていたことから徐々に良好な関係を築くようになっていった。
茜 真（あかね まこと）
太陽の父と再婚相手との子供。赤ん坊であったために太陽とヒュプノシオンの戦いを見ることができた。そのせいか家族で太陽に一番懐いている。名前は「太陽と世界」にて判明する。

### 泥人形
アニムスが創り出した人形。また、風巻もその願いによって同様のものを創り出す。人に酷似したものからまったく異なるものまで様々な形態のものがある。戦いが始まった当初から現れるたびに目玉の数が増え、その数に比例して強力な力を持つものとなっている。マイマクテリオンによるとどの個体も大雑把ながらも感情を持っているらしい。
本来姫を倒すことが目的のはずだが、今回の泥人形は騎士を狙っている。ビスケットハンマーを除けば全部で12体おり、風巻は月の呼び方を模したネーミングや騎士の人数から早い段階で正しい推測を立てた。劇中では「○体目」、「○つ眼」と呼ばれることが多い。また従者同様一般人には姿を見ることは出来ない。
指輪の騎士達は泥人形の出現を察知でき、刃のイメージとして表現される。

#### アニムスの泥人形
ビスケットハンマー
地球を打ち砕く巨大なハンマーにして最大の泥人形。軌道上に浮かび、「そこにある」と意識した者のみが目視できる。極々まれにその存在を知覚しないまま、気配を察知する者もいる。
一体目
初めて現れた一つ眼の泥人形。人型で、両腕が刃物になっている。夕日を襲うも駆けつけたさみだれに粉砕される。
二体目
一体目と似た姿の二つ眼の泥人形。両腕の刃物は3本の指のようになっている。街中に現れ夕日を襲うが、さみだれに倒される。
エラペボリオン
人型で、左腕が無い代わりに巨大な右腕を持つ三つ眼の泥人形で、岩をも砕くパンチ力を持つ。夕日の実家に出現し夕日を襲うが、夕日の策により断崖絶壁から地面に叩きつけられ倒された。夕日が単独で倒した唯一の泥人形。
四体目
右腕が刃物になった四つ眼の泥人形。街中に出現し夕日を襲うが、かけつけた半月の方天戟の連撃によって倒される。なぜか交通ルールを守り、赤信号では横断歩道を渡らなかった。
五体目
球体に4本の腕がついた特殊な形状の五つ眼の泥人形。4本の腕を使って自在に飛び回る素早さを持つ。夕日をかばった半月を倒すも、同時にくらった方天戟で大きなダメージを負い、さみだれの一撃で撃破された。初めてさみだれの攻撃を防いだ泥人形でもある。
六体目
4足歩行で甲羅を背負ったような動物型の六つ眼の泥人形。口から出す針状の弾丸が武器で、秋谷に致命傷を負わせた。秋谷の天沼矛でダメージを負い、昴と雪待の最強の矛で倒された。劇中夕日が遭遇していない唯一の泥人形。
ヘカトンバイオン
怪獣のような姿の巨大な七つ眼の泥人形。人型で弱いが再生能力を有する三つ眼の泥人形と、獣型ですばしっこい四つ眼の泥人形が合体して誕生した。一度はさみだれに吹き飛ばされたが倒されておらず、アニムス出現のためのゲートとして機能した。
その後はしばらく休んでいたようだが、獣の騎士団の夏合宿の場に出現。夕日、さみだれ、三日月を除く騎士達を圧倒するも、風巻に一瞬の隙をつかれて体内からゾンダークに食い破られ、騎士団の掌握領域集中砲火で倒された。
メタゲイトニオン
巨大なトカゲのような姿の八つ眼の泥人形。巨大な口による噛み付きと、無数のトゲが生えた尻尾による強力な打撃が武器。
初戦では南雲のドリルキックで尻尾を破壊され退散した。2戦目では尻尾による攻撃で騎士団を苦しめるも、南雲の掌握領域で押さえつけられ、騎士団の領域集中砲火を受け倒された。
ボエドロミオン
巨大な人馬一体の騎士のような姿の九つ眼の泥人形。右腕がランスに、左腕が盾になっており、攻守ともに強力な泥人形。常にピュアノプシオンとともに出現し、騎士団の戦力を分断させる戦法を取る。初戦では南雲、風巻、昴、雪待、三日月を除く騎士団と対決し、太朗の命を奪うも、太朗が最期に放った荒神を喰らい逃走。
二戦目は太朗の仇討ちに燃える騎士団の猛攻を受け逃走するも、待ち受けていた花子によって倒された。
ピュアノプシオン
無数の群全体で1体という特殊なタイプの泥人形。「三神骸」と呼ばれる特別製の泥人形の1つ。1体1体は小さな一つ眼の泥人形で大して強くは無いが、1体でも残っているとそこから増殖し、戦う度に少しずつ強くなっていく。
劇中ではその再生性によって騎士団を苦しめる。6度目の戦闘で戦闘に参加した全ての個体が倒され、その後太陽が彼の部屋の押入れに隠れていた最後の1体を倒し、完全に倒された。
マイマクテリオン
声 - 皆川純子
自在に姿を変える変身能力を持った11個眼の泥人形で、「三神骸」の1つ。本来の姿は饅頭のような姿だが、普段は少年の姿をとっている。
言葉を話すことができ、半月や太朗に化けて騎士達をからかったり、読書や映画を観て知識を吸収しようとしたりする等、泥人形では初めて明確な意思を見せている。 太陽をよくつき合わせており、太陽の姿を借りて入れ替わることもある。本や映画、人間の生活に興味を持ち、太陽にその協力をしてもらう。人間の生活に触れ、秋谷の「大海!!激生記」を読むことで「自己とは何か」「泥人形とは何か」について深く考えることになる。
初戦ではマジカル・マリーの姿で登場。さみだれ、南雲、風巻とフライタークを相手に圧倒する実力を見せた。2戦目では愛玩超人インコマンに変身して登場、騎士団を軽くあしらい、風巻の8体目の泥人形をも破壊。攻撃が当たらず当たれば一撃で即死だろう騎士達よりも、真正面から戦える風巻の泥人形との戦いを望み、次の泥人形の出来が悪ければ、戦場を放棄して騎士達の家族・交友者を殺すと宣言した。最終戦では騎士団の猛攻に耐え切るも、風巻の3体の泥人形との相打ちに終わった。
頑強であり、騎士団の攻撃も全くダメージを受けていないかのように見えたが、自らの変身能力でダメージを隠していたことによるものであり、その修復にはある程度の時間を必要とする。
ポジディオン
山よりも巨大な12個眼の泥人形で、「三神骸」の1つ。全身に無数のトゲが生えた人型で、太平洋上にアニムスが作り出した架空の島で騎士団と対決した。
騎士団全員の掌握領域を重ね合わせた最終領域「流れ星の矢（ネガイカナウヒカリ）」の第1射で左腕を吹き飛ばされながらも進撃するが、さみだれとエンデに阻まれ、第2射によって倒された。実際の強さは不明だが、南雲は「流れ星の矢がなければ為す術無く一撃で全滅していただろう」と評した。

#### 風巻の泥人形
ゾンダーク
風巻がアニムスに招待された夢の世界で作り出した一つ眼の泥人形。頭部に4本の牙があり、回転しながら突進する。太陽の因果乱流（パンドラ）で倒され、残骸はヘカトンバイオンに喰われてしまったが、ヘカトンバイオンに直接触れることで風巻が残骸を操作し、腹を食い破る大ダメージを与える。
ゾンダークはドイツ語で「日曜日」の意味。
モンターク
上半身が人型、下半身が獣型の二つ眼の泥人形。メインの武器は針のついた尻尾で、拳自体には対した威力がなく、騎士団の模擬戦に使われていた。メタゲイトニオン戦にも使われるも、尻尾の一撃で粉砕された。
モンタークはドイツ語で「月曜日」の意味。
ディンスターク
風巻がメタゲイトニオンに近づけて作った三つ眼の泥人形。主な武器は牙で、背中には模擬戦用の手刀を持つ。メタゲイトニオンの脚に噛み付きダメージを負わせるも、粉砕された。
ディンスタークはドイツ語で「火曜日」の意味。
ミッドヴォッホ
4本の腕を持つ四つ眼の泥人形。4本のうち上2つは普通の腕で、下2つは刃状になっている。ボエドロミオンの槍を喰らい破壊されるが、夕日の方天戟との同時攻撃で槍を破壊した。
ミッドヴォッホはドイツ語で「水曜日」の意味。
ドンナスターク
5本の腕とキノコのような頭が特徴の五つ眼の泥人形。頭部には南雲が手配した手榴弾が複数収納されており、対ピュアノプシオン戦でそれを使用して自爆した。
ドンナスタークはドイツ語で「木曜日」の意味。
フライターク
巨大な腕を持つロボットのような形状の六つ眼の泥人形で、風巻が上部に搭乗する。風巻の自信作であったが、マイマクテリオンに破壊されてしまう。
フライタークはドイツ語で「金曜日」の意味。
ゾンアーベント
風巻が夕日の描いたイラストを元に作り出した七つ眼の泥人形。ヘカトンバイオンを思わせる巨大な怪獣型で、両腕も顔になっているのが特徴。騎士団の前で披露され、三日月と白道を相手の模擬戦でも善戦したが、本気になった白道が思わず破壊してしまった。さすがにショックだったのか、破壊された後風巻は涙を流している。
ゾンアーベントはドイツ語で「土曜日」の意味。
フリューリング
右腕が丸ごと巨大な銃身になった八つ眼の泥人形。左腕は牙の並んだ口のようになっており、左腕で砕いて飲み込んだ岩や土を弾丸にして右腕から撃ち出す。マイマクテリオンの隙を突いて背後から至近距離での連射を浴びせるが、直後に破壊されてしまう。
フリューリングはドイツ語で「春」の意味。
9つ眼、10つ眼、11つ眼
自らの能力の極意をつかんだ風巻が、マイマクテリオン戦で作り出した泥人形たち。風巻が「アニムスの泥人形の雰囲気に似せる必要も無かった」と悟ったため、これまでの泥人形とはかなり意匠が異なり、9つ眼は木の怪物（本来の眼のほか、2つの眼と口を思わせる穴がある）、10つ眼は甲冑を纏った人間型の戦士、11つ眼は毛むくじゃらで右腕が巨大な怪物（頭部はアリクイを思わせる）の姿をしている。
3体同時に創造され、3体がかりでマイマクテリオンに挑む。全て破壊されながらも、マイマクテリオンを撃破した。
名は明かされていないが、季節の名前であるとすると順にゾンマー、ヘルプスト、ヴィンターとなる。
エンデ
声 - 掛川渚
風巻曰く「最も信頼できる形」である、巨大なクーの姿を模した12体目の泥人形。
さみだれとともにポジディオンと戦い、「流れ星の矢」の第2射までの時間を稼いだ。直後のアニムスとの最終決戦でも戦ったが、アニムスの攻撃を受け粉砕された。
エンデはドイツ語で「最後」の意味。
ツークンフト
本来12体までしか泥人形を生み出せない風巻が限界を超えて作り出した13体目の泥人形で、その姿は巨大な風巻そのもの。限界を超えたためか風巻の疲労は相当大きいようで、創造後は髪が半ば白髪と化していた。
ツークンフトはドイツ語で「未来」の意味。

## 用語
指輪の騎士
それぞれ従者たる獣によって選ばれた、魔法使いと戦って倒すことを目的とする12人の騎士。それぞれ従者である獣の名を取って「○○の騎士」と称する。騎士として選ばれた者の手には証である指輪が現れる。戦いに臨むことに強制力はなく、選ばれた当人の自由意志による。ただし、騎士となることを拒んでいた夕日も泥人形に否応なく襲われている。騎士として選ばれる者は、全員が魔法使いと同等の存在に成り得る可能性を持つ者である。
契約の報酬
騎士として選ばれた者は、契約の見返りとして1つだけ願いを叶える権利を手に入れる。それは命懸けとなる戦いに臨むことの報酬であると同時に、戦いを拒む者に対する交換条件でもある。ただし、「死者を蘇らせる」「敵の大元である魔法使いを倒す」など、叶えられない願いも多い。また、他人の死を願うことは出来るが、それを叶えた者はその業を背負うことで戦いにおける死亡率が高まるというペナルティを課せられる。
従者
騎士として選ばれたものにそれを告げ、パートナーとして傍らに寄り添う獣たち。戦いの関係者以外にその姿は見えない。騎士とは一定以上の距離を離れることが出来ず、強引に離しても空間転移で戻ってくる。食事はとらず、騎士の体からエネルギーを受け取っており、そのためか騎士と身体状態が同調している。また、従者である獣と騎士の性格・性質には因果関係がある。騎士が死亡した場合、その存在は消滅する。
掌握領域
指輪の騎士となった者が手に入れる、泥人形と戦うための特殊能力。指輪に意識を集中することで発動する。いわゆる念動力だが、使い手によって様々な特性がある。エネルギー源は純粋な体力であり、体を鍛えることで効果や持続時間を強化できる。技としての固有名称は使い手が独自に命名した物で、特に名付ける必要は無い。
幻獣の三騎士
黒竜（インビジブル）、霊馬（ユニコーン）、神鳥（フレスベルク）からなる3人の騎士。騎士でありながら精霊アニマと契約を交わした姫に匹敵する強大な力を持つとされているが、当初は12人の獣の騎士の中にその存在はなく、謎に包まれていた。後にダンスがアニマの手により馬から霊馬となり、獣の騎士が変化してなる存在だと判明した。
基準は不明だが、アニマが一定の条件のもとで従者を変身させることで幻獣の騎士となる（変身の方法は様々で、神鳥の際はバニーガール風のマジックスタイルで変身させられた）。変身させるとアニマの力は一時的に大きく消耗する。作中では南雲宗一朗が霊馬、白道八宵が黒竜、茜太陽が神鳥の騎士となったが、全ての獣が等しく幻獣への変化が可能なのかは不明（作中では夕日がアニマに質問しているが、回答されなかった）。
ブルース・ドライブ・モンスター
精霊アニマが生み出したと思しき、対ビスケットハンマー用カウンター小天体兵器。盾とハンマーを持ったおもちゃのような形状をしている。「可視なる絶望」であるビスケットハンマーを認識してなお、希望を持つことができた者が見ることができ、終盤までその存在は明らかにされなかった。アニマによれば、「これが見える者を待っていた」らしい。
魔法少女マジカル・マリー
作中に度々登場する劇中劇。媒体は深夜アニメ作品でパンチラシーンが多い。魔法少女が猛獣のようなパートナーを連れて、主に刃物や打撃武器などで敵を倒すという血なまぐさい作風。半月とさみだれがこのアニメについて語り合ったり、夕日が生前の半月に借りたものを視聴したり、白道が登場キャラのコスプレをしたりしている場面などがある。
主人公のマリー（声 - 河野ひより）は、作者の短編作品『怪人夏伍郎』（『水上悟志短編集げこげこ』収録）の登場人物である。
愛玩超人インコマン
作中に度々登場する劇中劇。古い特撮番組で、南雲が過去に敵役として出演したことがある。夕日と三日月の会話にも出てきている。マイマクテリオンが2度目に現れたときはこの姿で登場している。

## 書誌情報
- 水上悟志 『惑星のさみだれ』 少年画報社〈ヤングキングコミックス〉、全10巻
  1. 「トカゲの騎士」 2006年1月27日発売[6]、ISBN 4-7859-2605-8
  2. 「犬の騎士」2006年9月27日発売[7]、ISBN 4-7859-2687-2
  3. 「獣の騎士団」 2007年5月28日発売[8]、ISBN 978-4-7859-2787-5
  4. 「指輪の騎士」 2007年10月26日発売[9]、ISBN 978-4-7859-2872-8
  5. 「精霊」 2008年5月26日発売[10]、ISBN 978-4-7859-2967-1
  6. 「勇者」2008年10月29日発売[11]、ISBN 978-4-7859-3050-9
  7. 「子供」2009年4月30日発売[12]、ISBN 978-4-7859-3153-7
  8. 「精神」2009年11月10日発売[13]、ISBN 978-4-7859-3262-6
  9. 「最後の戦い」2010年5月19日発売[14]、ISBN 978-4-7859-3385-2
  10. 「全部 きみのためにある」2010年11月30日発売[15]、ISBN 978-4-7859-3518-4

## テレビアニメ
完結から12年後の2022年7月から12月まで毎日放送・TBS『アニメイズム』B1枠ほかにて放送された。

### スタッフ
- 原作 - 水上悟志[16]
- 監督 - 中西伸彰[16]
- シリーズ構成 - 水上悟志、百瀬祐一郎[16]
- キャラクターデザイン - 畠山元[17]
- サブキャラクターデザイン - 藤田真弓
- プロップデザイン - 白﨑詩織
- 美術監督 - 大河内稔[17]
- 色彩設計 - 荒木隆介[17]
- 撮影監督 - 久野利和[17]
- 編集 - 小口理菜[17]
- 音響監督 - 今泉雄一[17]
- 音響効果 - 今野康之[17]
- 音響制作 - ソニルード[17]
- 音楽 - 若林タカツグ[17]
- プロデューサー - 加藤貴大、本橋修一、紙谷隆太郎、片桐知也、大和田智之、渕江麻衣子、尾﨑元章、川名悠太、青井宏之
- 制作プロデューサー - 須田泰雄
- アニメーションプロデューサー - 見﨑誠治
- 制作協力 - 寿門堂[17]
- 制作 - NAZ[17]
- 製作 - ある時代の指輪の騎士団

### 主題歌
「暁光」
Half time Oldによる第1クールオープニングテーマ。作詞は鬼頭大晴、作曲は鬼頭大晴とNaoki Itai、編曲はNaoki ItaiとHalf time Old。
「Reflexion」
SpendyMilyによる第1クールエンディングテーマ。作詞は松永瀀、作曲・編曲はSpendyMily。
「BE the HERO」
Raonによる第2クールオープニングテーマ。作詞はRaon、作曲はMuwen、編曲はMuwenとseibin。
「ZERO」
Sano ibukiによる第2クールエンディングテーマ。作詞・作曲はSano ibuki、編曲はakkin。

### 製作
当初は中西ではない別の監督が担当する予定だったが、オリジナルの設定を大量に付加したことから原作者の水上自身が降板させた。その人物は企画書に名前が無く、その時点で断るに足る状況だったが、本作が2クールでの企画であったことが断れなかった理由だと水上は述べている。
なお、本作のアニメ化の企画は連載中にもあったが、こちらはスポンサー不足で頓挫している。

### 評価
ANIME NEWS NETWORKのライターNicholas Dupreeは、一般的なヒーロー像とは一線を画した夕日のキャラクター性など、ストーリー面では評価した一方、演出面では「（前略）シリアスな作品だと思う前に少年漫画のパロディだと信じてしまうほどだ。ドラマの愛おしさや奥深さの足を引っ張るような、ひどいのものだ。」と酷評している。製作の項の通り、原作者の水上自身もアニメの出来に関して否定的な意見を述べている。

### 各話リスト
| 話数 | サブタイトル                 | 脚本       | 絵コンテ   | 演出       | 作画監督                                                    | 総作画監督               | 初放送日      |
| ---- | ---------------------------- | ---------- | ---------- | ---------- | ----------------------------------------------------------- | ------------------------ | ------------- |
| 1話  | 雨宮夕日とトカゲの騎士       | 百瀬祐一郎 | 麦野アイス | 中嶋清人   | 山﨑輝彦 永田文宏 菅原美智代 堤絵梨果 jumondou seoul        | 菊永千里 海保仁美 金璐浩 | 2022年 7月9日 |
| 2話  | 雨宮夕日と朝日奈さみだれ     | 百瀬祐一郎 | 麦野アイス | 吉田俊司   | 金璐浩 山﨑輝彦 永田文宏 菅原美智代 堤絵梨果 jumondou seoul | 菊永千里 海保仁美        | 7月16日       |
| 3話  | 騎士と契約                   | 百瀬祐一郎 | 澤田前     | 澤田前     | 陳亮 李智悟 jumondou seoul                                  | 山﨑輝彦 藤田真弓        | 7月23日       |
| 4話  | 朝日奈氷雨と東雲半月         | 百瀬祐一郎 | 江島泰男   | 江島泰男   | 永田文宏 池添優子 谷口繁則 jumondou seoul                   | 山﨑輝彦 藤田真弓        | 7月30日       |
| 5話  | 騎士 東雲半月                | 百瀬祐一郎 | 宮﨑なぎさ | 小野隆宏   | 池添優子 菅原美智代 jumondou seoul                          | 山﨑輝彦 藤田真弓        | 8月6日        |
| 6話  | カラスの騎士と東雲三日月     | 百瀬祐一郎 | 藤原良二   | 金承徳     | 池添優子 jumondou seoul                                     | 山﨑輝彦 藤田真弓        | 8月13日       |
| 7話  | 雨宮夕日と獣の騎士団（前編） | 百瀬祐一郎 | 山岡実     | 金承徳     | 菅原美智代 jumondou seoul                                   | 山﨑輝彦 藤田真弓        | 8月20日       |
| 8話  | 雨宮夕日と獣の騎士団（後編） | 百瀬祐一郎 | 藤原良二   | 澤田前     | 池添優子 jumondou seoul                                     | 山﨑輝彦 藤田真弓        | 8月27日       |
| 9話  | 秋谷稲近                     | 百瀬祐一郎 | 麦野アイス | 神戸唯     | 菅原美智代 jumondou seoul                                   | 山﨑輝彦 藤田真弓        | 9月3日        |
| 10話 | ヘカトンバイオンと獣の騎士団 | 百瀬祐一郎 | 香川豊     | 小野隆宏   | 菅原美智代 jumondou seoul                                   | 山﨑輝彦 藤田真弓        | 9月10日       |
| 11話 | 朝日奈家                     | 百瀬祐一郎 | 山岡実     | 吉田俊司   | 高成雲 許亨準 jumondou seoul                                | 山﨑輝彦 藤田真弓        | 9月17日       |
| 12話 | 精霊アニマと獣の騎士団       | 百瀬祐一郎 | 藤原良二   | 中嶋清人   | 池添優子 jumondou seoul                                     | 山﨑輝彦 藤田真弓        | 9月24日       |
| 13話 | 勇者 日下部太朗              | 百瀬祐一郎 | 千明孝一   | 粟井重紀   | 高成雲 jumondou seoul                                       | 畠山元 藤田真弓          | 10月8日       |
| 14話 | 騎士 宙野花子                | 百瀬祐一郎 | 藤原良二   | 金承徳     | 菅原美智代 jumondou seoul                                   | 藤田真弓 山﨑輝彦        | 10月15日      |
| 15話 | 雨宮夕日と東雲兄弟           | 百瀬祐一郎 | 山岡実     | 李豪世     | 高成雲 jumondou seoul                                       | 藤田真弓 山﨑輝彦        | 10月22日      |
| 16話 | 雪待と昴                     | 百瀬祐一郎 | 藤原良二   | 神戸唯     | 山﨑輝彦 jumondou seoul                                     | 畠山元 藤田真弓          | 10月29日      |
| 17話 | ヒーローと子供達             | 百瀬祐一郎 | 小林一三   | 吉田俊司   | 山﨑輝彦 jumondou seoul                                     | 畠山元 藤田真弓          | 11月5日       |
| 18話 | 雨宮夕日と東雲半月           | 百瀬祐一郎 | 麦野アイス | 大久保亮   | 山﨑輝彦 永田文宏 jumondou seoul                            | 畠山元 藤田真弓          | 11月12日      |
| 19話 | マイマクテリオンと獣の騎士団 | 赤福登     | 藤原良二   | 南野いんこ | 山﨑輝彦 jumondou seoul                                     | 畠山元 藤田真弓          | 11月19日      |
| 20話 | アニマとアニムス             | 赤福登     | 藤原良二   | 金承徳     | 山﨑輝彦 jumondou seoul                                     | 畠山元 藤田真弓          | 11月26日      |
| 21話 | 最後の戦い                   | 百瀬祐一郎 | 藤原良二   | 吉田俊司   | 山﨑輝彦 jumondou seoul                                     | 畠山元 藤田真弓          | 12月3日       |
| 22話 | 惑星のさみだれ               | 百瀬祐一郎 | 千明孝一   | 李豪世     | 高成雲 marbean animation jumondou seoul                     | 畠山元 藤田真弓          | 12月10日      |
| 23話 | ほしのさみだれ               | 百瀬祐一郎 | 小林一三   | 井上美香   | 李智悟 jumondou seoul                                       | 畠山元 藤田真弓          | 12月17日      |
| 24話 | 終わるものと続くもの         | 百瀬祐一郎 | 平沢真     | 金承徳     | 山﨑輝彦 谷口繁則 jumondou seoul                            | 畠山元 藤田真弓          | 12月24日      |

### 放送局
| 放送期間                                    | 放送時間                     | 放送局       | 対象地域   | 備考                                 |
| ------------------------------------------- | ---------------------------- | ------------ | ---------- | ------------------------------------ |
| 2022年7月9日 - 12月24日                     | 土曜 1:55 - 2:25（金曜深夜） | 毎日放送     | 近畿広域圏 | 製作局・製作参加 / 字幕放送          |
|                                             |                              | TBSテレビ    | 関東広域圏 | 字幕放送                             |
| 2022年7月11日 - 12月26日                    | 月曜 0:30 - 1:00（日曜深夜） | BS11         | 日本全域   | 製作参加 / BS放送 / 『ANIME+』枠     |
|                                             | 月曜 21:30 - 22:00           | AT-X         | 日本全域   | CS放送 / 字幕放送 / リピート放送あり |
| 2022年7月14日 - 12月29日                    | 木曜 23:00 - 23:30           | とちぎテレビ | 栃木県     | 栃木県内では実質再放送               |
| 2022年7月20日 - 12月28日                    | 水曜 1:30 - 2:00（火曜深夜） | テレビ北海道 | 北海道     |                                      |
| 毎日放送・TBSテレビは『アニメイズム』B1枠。 |                              |              |            |                                      |

| 配信開始日    | 配信時間                   | 配信サイト |
| ------------- | -------------------------- | --- |
| 2022年7月9日  | 土曜 2:25（金曜深夜） 更新 | Amazon Prime Video dアニメストア （本店・ニコニコ支店・for Prime Video） DMM.com Google Play GYAO!ストア HAPPY!動画 J:COMオンデマンド MBS動画イズム milplus music.jp Rakuten TV TELASA ビデックスJP YouTube バンダイチャンネル ひかりTV ビデオマーケット |
| 2022年7月14日 | 木曜 2:25（水曜深夜） 更新 | ABEMAビデオ （ABEMAプレミアム） FOD Hulu auスマートパスプレミアム Netflix Paravi U-NEXT アニメカ アニメ放題 |
| 2022年7月16日 | 土曜 2:25（金曜深夜） 更新 | ABEMA GYAO! TVer ニコニコチャンネル |
|               | 土曜 23:30 - 日曜 0:00     | ニコニコ生放送 |

| 毎日放送・TBS アニメイズム B1 | 毎日放送・TBS アニメイズム B1 | 毎日放送・TBS アニメイズム B1                                                     |
| 前番組                        | 番組名                        | 次番組                                                                            |
| ----------------------------- | ----------------------------- | --------------------------------------------------------------------------------- |
| CUE!                          | 惑星のさみだれ                | ツンデレ悪役令嬢リーゼロッテと 実況の遠藤くんと解説の小林さん - ※本作まで字幕放送 |

### BD
| 巻 | 発売日         | 収録話          | 規格品番 |
| -- | -------------- | --------------- | -------- |
| 1  | 2022年10月28日 | 第1話 - 第6話   | MOVC-382 |
| 2  | 2022年12月23日 | 第7話 - 第12話  | MOVC-383 |
| 3  | 2023年2月24日  | 第13話 - 第18話 | MOVC-384 |
| 4  | 2023年4月28日  | 第19話 - 第24話 | MOVC-385 |